# Filip Kiss
Filip Kiss ([ˈfɪlɪp ˈkɪʃ], in ungherese Kiss Fülöp; Dunajská Streda, 13 ottobre 1990) è un calciatore slovacco, centrocampista dell'Al-Uruba in prestito dall'Ittihad Kalba.

## Biografia
Kiss deriva da una minoranza ungherese presente in territorio slovacco.

## Caratteristiche tecniche
Interno di centrocampo può essere schierato anche nel ruolo di mediano.

## Carriera

### Club

#### Haugesund
Il 18 agosto 2015, i norvegesi dell'Haugesund hanno ufficializzato l'acquisto di Kiss, con la formula del prestito. Ha esordito in Eliteserien il 23 agosto, schierato titolare nella sconfitta interna per 2-4 contro il Bodø/Glimt. Ha totalizzato 9 presenze in campionato nel corso di quella stessa stagione.
Il 20 aprile 2016 ha trovato la prima rete nella massima divisione locale, nella vittoria in trasferta sul campo del Bodø/Glimt per 3-4. Il 2 maggio successivo, l'Haugesund ha reso noto d'aver ingaggiato Kiss a titolo definitivo: il contratto del calciatore con il Cardiff City sarebbe infatti scaduto il 30 giugno 2016 e lo slovacco ha scelto di rimanere in Norvegia. Ha chiuso il campionato con 27 presenze e 6 reti, contribuendo al 4º posto finale della squadra. Il 14 dicembre 2016 ha rinnovato il contratto che lo legava al club fino al 31 dicembre 2019.
Il 16 febbraio 2017 è stato nominato capitano della squadra.

### Nazionale
Ha esordito in nazionale maggiore il 5 marzo 2014 nell'amichevole Israele-Slovacchia (1-3).

## Statistiche

### Presenze e reti nei club
Statistiche aggiornate al 24 luglio 2017.
| Stagione                 | Club                     | Campionato               | Campionato | Campionato | Coppe nazionali | Coppe nazionali | Coppe nazionali | Coppe continentali | Coppe continentali | Coppe continentali | Supercoppe | Supercoppe | Supercoppe | Totale | Totale |
| Stagione                 | Club                     | Comp                     | Pres       | Reti       | Comp            | Pres            | Reti            | Comp               | Pres               | Reti               | Comp       | Pres       | Reti       | Pres   | Reti   |
| ------------------------ | ------------------------ | ------------------------ | ---------- | ---------- | --------------- | --------------- | --------------- | ------------------ | ------------------ | ------------------ | ---------- | ---------- | ---------- | ------ | ------ |
| 2008-2009                | Inter Bratislava         | SL                       | 0          | 0          | CS              | 0               | 0               | -                  | -                  | -                  | -          | -          | -          | 0      | 0      |
| 2009-2010                | Petržalka                | SL                       | 24         | 4          | CS              | 2               | 0               | -                  | -                  | -                  | -          | -          | -          | 26     | 4      |
| 2010-2011                | Slovan Bratislava        | SL                       | 29         | 6          | CS              | 3               | 0               | UEL                | 4                  | 0                  | -          | -          | -          | 36     | 6      |
| lug. 2011                | Slovan Bratislava        | SL                       | 1          | 0          | CS              | 0               | 0               | UEL                | 1                  | 0                  | -          | -          | -          | 2      | 0      |
| Totale Slovan Bratislava | Totale Slovan Bratislava | Totale Slovan Bratislava | 30         | 6          |                 | 3               | 0               |                    | 5                  | 0                  |            | -          | -          | 38     | 6      |
| lug. 2011-2012           | Cardiff City             | FLC                      | 27         | 1          | FACup+CdL       | 1+5             | 0               | -                  | -                  | -                  | -          | -          | -          | 33     | 1      |
| 2012-2013                | Cardiff City             | FLC                      | 2          | 0          | FACup+CdL       | 1+0             | 0               | -                  | -                  | -                  | -          | -          | -          | 3      | 0      |
| 2013-gen. 2014           | Cardiff City             | PL                       | 0          | 0          | FACup+CdL       | 0               | 0               | -                  | -                  | -                  | -          | -          | -          | 0      | 0      |
| Totale Cardiff City      | Totale Cardiff City      | Totale Cardiff City      | 29         | 1          |                 | 7               | 0               |                    | -                  | -                  |            | -          | -          | 36     | 1      |
| gen.-giu. 2014           | Ross County              | PL                       | 17         | 6          | SC+CdL          | -               | -               | -                  | -                  | -                  | -          | -          | -          | 17     | 6      |
| 2014-2015                | Ross County              | PL                       | 31         | 0          | SC+CdL          | 0+2             | 0               | -                  | -                  | -                  | -          | -          | -          | 33     | 0      |
| Totale Ross County       | Totale Ross County       | Totale Ross County       | 48         | 6          |                 | 2               | 0               |                    | -                  | -                  |            | -          | -          | 50     | 6      |
| ago.-dic. 2015           | Haugesund                | ES                       | 9          | 0          | CN              | -               | -               | -                  | -                  | -                  | -          | -          | -          | 9      | 0      |
| 2016                     | Haugesund                | ES                       | 27         | 6          | CN              | 4               | 3               | -                  | -                  | -                  | -          | -          | -          | 31     | 9      |
| 2017                     | Haugesund                | ES                       | 14         | 2          | CN              | 3               | 1               | UEL                | 4                  | 0                  | -          | -          | -          | 21     | 3      |
| Totale Haugesund         | Totale Haugesund         | Totale Haugesund         | 50         | 8          |                 | 7               | 4               |                    | 4                  | 0                  |            | -          | -          | 61     | 12     |
| 2017-2018                | Al-Ettifaq               | PL                       | 0          | 0          | CCPS            | 0               | 0               | -                  | -                  | -                  | -          | -          | -          | 0      | 0      |
| Totale                   | Totale                   | Totale                   | 181        | 25         |                 | 21              | 4               |                    | 9                  | 0                  |            | -          | -          | 211    | 29     |

### Cronologia presenze e reti in nazionale
| Cronologia completa delle presenze e delle reti in nazionale ― Slovacchia | Cronologia completa delle presenze e delle reti in nazionale ― Slovacchia | Cronologia completa delle presenze e delle reti in nazionale ― Slovacchia | Cronologia completa delle presenze e delle reti in nazionale ― Slovacchia | Cronologia completa delle presenze e delle reti in nazionale ― Slovacchia | Cronologia completa delle presenze e delle reti in nazionale ― Slovacchia | Cronologia completa delle presenze e delle reti in nazionale ― Slovacchia | Cronologia completa delle presenze e delle reti in nazionale ― Slovacchia |
| Data                                                                      | Città                                                                     | In casa                                                                   | Risultato                                                                 | Ospiti                                                                    | Competizione                                                              | Reti                                                                      | Note                                                                      |
| ------------------------------------------------------------------------- | ------------------------------------------------------------------------- | ------------------------------------------------------------------------- | ------------------------------------------------------------------------- | ------------------------------------------------------------------------- | ------------------------------------------------------------------------- | ------------------------------------------------------------------------- | ------------------------------------------------------------------------- |
| 5-3-2014                                                                  | Netanya                                                                   | Israele                                                                   | 1 – 3                                                                     | Slovacchia                                                                | Amichevole                                                                | -                                                                         | 86’                                                                       |
| 26-5-2014                                                                 | San Pietroburgo                                                           | Russia                                                                    | 1 – 0                                                                     | Slovacchia                                                                | Amichevole                                                                | -                                                                         |                                                                           |
| 4-9-2014                                                                  | Žilina                                                                    | Slovacchia                                                                | 1 – 0                                                                     | Malta                                                                     | Amichevole                                                                | -                                                                         | 86’                                                                       |
| 8-9-2014                                                                  | Kiev                                                                      | Ucraina                                                                   | 0 – 1                                                                     | Slovacchia                                                                | Qual. Euro 2016                                                           | -                                                                         | 63’ 86’                                                                   |
| 9-10-2014                                                                 | Žilina                                                                    | Slovacchia                                                                | 2 – 1                                                                     | Spagna                                                                    | Qual. Euro 2016                                                           | -                                                                         | 83’                                                                       |
| 12-10-2014                                                                | Barysaŭ                                                                   | Bielorussia                                                               | 1 – 3                                                                     | Slovacchia                                                                | Qual. Euro 2016                                                           | -                                                                         | 86’                                                                       |
| 15-11-2014                                                                | Skopje                                                                    | Macedonia                                                                 | 0 – 2                                                                     | Slovacchia                                                                | Qual. Euro 2016                                                           | -                                                                         | 55’                                                                       |
| 18-11-2014                                                                | Žilina                                                                    | Slovacchia                                                                | 2 – 1                                                                     | Finlandia                                                                 | Amichevole                                                                | -                                                                         | 59’ 71’                                                                   |
| 4-9-2016                                                                  | Trnava                                                                    | Slovacchia                                                                | 0 – 1                                                                     | Inghilterra                                                               | Qual. Mondiali 2018                                                       | -                                                                         | 78’                                                                       |
| 11-10-2016                                                                | Trnava                                                                    | Slovacchia                                                                | 3 – 0                                                                     | Scozia                                                                    | Qual. Mondiali 2018                                                       | -                                                                         | 87’                                                                       |
| 15-11-2016                                                                | Vienna                                                                    | Austria                                                                   | 0 – 0                                                                     | Slovacchia                                                                | Amichevole                                                                | -                                                                         | 46’                                                                       |
| 14-11-2017                                                                | Trnava                                                                    | Slovacchia                                                                | 1 – 0                                                                     | Norvegia                                                                  | Amichevole                                                                | -                                                                         | 64’                                                                       |
| 22-3-2018                                                                 | Bangkok                                                                   | Emirati Arabi Uniti                                                       | 1 – 2                                                                     | Slovacchia                                                                | Amichevole                                                                | -                                                                         | 72’ 90+1’                                                                 |
| Totale                                                                    |                                                                           | Presenze                                                                  | 13                                                                        |                                                                           | Reti                                                                      | 0                                                                         |                                                                           |

## Palmarès

### Club

#### Competizioni nazionali
- Campionato slovacco: 1

Slovan Bratislava: 2010-2011
- Coppa di Slovacchia: 1

Slovan Bratislava: 2010-2011
- Football League Championship: 1

Cardiff City: 2012-2013